# Генэйкозапалладийдекасамарий
Генэйкозапалладийдекасамарий — интерметаллическое соединение палладия и самария с формулой Sm10Pd21. Иногда соединению приписывают формулу SmPd2 .

## Получение
- Сплавление стехиометрических количеств чистых веществ (99,5 % Sm и 99,999 % Pd) в герметичном танталовом тигле в атмосфере аргона с последующим медленным охлаждением[3]:

{\displaystyle {\mathsf {21Pd+10Sm\ {\xrightarrow {1160^{o}C}}\ Sm_{10}Pd_{21}}}}

## Физические свойства
Генэйкозапалладийдекасамарий образует кристаллы
моноклинной сингонии,
пространственная группа C 2/c,
параметры ячейки a = 2,4853 нм, b = 0,5765 нм, c = 1,6508 нм, β = 90,88°, Z = 4.
Структура состоит из сеток шестиугольников, пятиугольников и треугольников, образованных атомами палладия. Расстояния между атомами Sm—Pd меньше, чем сумма соответствующих атомных радиусов.
Соединение образуется по перитектической реакции при 1160°С.
По поводу состава соединения нет однозначного мнения. Ему приписывают состав SmPd2 (66,7 ат.% Pd)
или Sm10Pd21 (67,7 ат.% Pd).
Соединение образует эвтектическое равновесие с Sm4Pd5 (или Sm3Pd4) при температуре 1080°С и составе 38 ат.% самария .

## Химические свойства
- Разлагается при нагревании:

{\displaystyle {\mathsf {Sm_{10}Pd_{21}\ {\xrightarrow {>1160^{o}C}}\ 7SmPd_{3}+3Sm}}}